# Liste der Staatschefs der Provinz Guatemala
Liste der Staatschefs der Provinz (bzw. des Bundesstaats) Guatemala in der Zentralamerikanischen Konföderation
| Name                                      | Personendaten | Amtszeit                              |
| ----------------------------------------- | ------------- | ------------------------------------- |
| Alejandro Díaz Cabeza de Vaca             |               | 15. September 1824 – 12. Oktober 1824 |
| Juan Nepomuceno Barrundia Cepeda          | ?–1854        | 12. Oktober 1824 – 9. September 1826  |
| Cirilo Flores                             | 1779–1826     | 9. September 1826 – 13. Oktober 1826  |
| Verwaltung durch die Föderationsregierung |               | 13. Oktober 1826 – 2. Januar 1827     |
| José Domingo Estrada                      |               | 2. Januar 1827 – 1. März 1827         |
| Mariano de Aycinena y Piñol               | 1789–1855     | 1. März 1827 – 13. April 1829         |
| Mariano Zenteno                           |               | 13. April 1829 – 30. April 1829       |
| Juan Nepomuceno Barrundia Cepeda          | s. o.         | 30. April 1829 – 23. August 1829      |
| Pedro José Antonio Molina Mazariegos      | 1777–1854     | 23. August 1829 – 27. Oktober 1830    |
| Antonio Rivera Cabezas                    | 1785–1851     | 27. Oktober 1830 – 10. Februar 1831   |
| Gregorio Márquez                          |               | 10. Februar 1831 – 28. August 1831    |
| José Mariano Felipe Gálvez                | 1794–1862     | 28. August 1831 – 3. März 1838        |
| Pedro José Valenzuela Jáuregui            | 1797–1865     | 3. März 1838 – 29. Juli 1838          |
| Mariano Rivera Paz                        | 1804–1849     | 29. Juli 1838 – 30. Januar 1839       |
| Carlos Salazar Castro                     | 1800–1867     | 30. Januar 1839 – 13. April 1839      |
| Mariano Rivera Paz                        | s. o.         | 13. April 1839 – 3. Dezember 1839     |

Nachher: Liste der Präsidenten von Guatemala